# Praravinia robusta
Praravinia robusta är en måreväxtart som beskrevs av Cornelis Eliza Bertus Bremekamp. Praravinia robusta ingår i släktet Praravinia och familjen måreväxter. Inga underarter finns listade i Catalogue of Life.